# 드래곤 (잡지)
드래곤(Dragon)은 던전과 함께 던전 & 드래곤(Dungeons & Dragons) 롤플레잉 게임 및 관련 제품의 소스 자료에 대한 두 개의 공식 잡지 중 하나이다.
TSR은 원래 회사의 이전 간행물인 "The Strategic Review"를 계승하기 위해 1976년에 월간 인쇄 잡지를 창간했다. 최종 인쇄본은 2007년 9월의 359호였다. 2007년 8월 중순에 마지막 인쇄본이 발송된 직후, 이 출판물의 현재 저작권 보유자인 위저즈 오브 더 코스트(하스브로의 일부)는 드래곤을 온라인 잡지로 재출간했다. 인쇄판의 번호 매기기는 계속되었다. 마지막으로 발행된 호는 2013년 12월 430호였다. 2015년에 드래곤지를 대체하는 드래곤+(Dragon+)라는 디지털 간행물이 출시되었다.